# ساختارگرایی (زیست‌شناسی)
ساختارگرایی (انگلیسی: Structuralism) مکتبی از تفکر بیولوژیکی است که به توضیح انحصاری داروینیسم یا سازگاری‌گرایی از انتخاب طبیعی اعتراض دارد، همان‌طور که در سنتز مدرن قرن بیستم توصیف شده‌است.